# 樹袋鼠
樹袋鼠是生活在樹上的袋鼠科動物。牠們分佈在新畿內亞、昆士蘭極東北區及鄰近島嶼的雨林。雖然大部份都是生活在山區之中，當中也有幾個物種棲息在低地中，如皂樹袋鼠。大部份樹袋鼠都因獵殺及失去棲息地而被列為瀕危。
現時已知約有12種樹袋鼠，一些分類卻仍未明。牠們的毛色及大小有顯著不同，頭部及身體長41-77厘米，尾巴長40-87厘米，重14.5公斤。雌性較雄性細小。

## 演化
樹袋鼠相信是演化自與現今袋鼠及小袋鼠相似的祖先，仍保有一些袋鼠科在平原上生活的適應性，如巨大的後腳及窄長的腳掌。樹袋鼠發展出很長的尾巴，用以平衡身體；前肢強壯，適合攀樹。腳稍短及闊，有很長的爪，腳掌具彈性，都是適合抓樹的特徵。
相信所有袋鼠的祖先都是細小的樹棲有袋類，就像現今一些澳洲的負鼠。自這些祖先走到地上來，開始演化出適合地上頻繁運動的身體後，就分支出最早期的袋鼠科。樹袋鼠的祖先為何又回到樹上則不詳，但相信是因缺乏廣闊的地方所致。

## 運動
樹袋鼠在地上行動很緩慢及笨拙。牠們會以行走的步伐及笨拙的跳躍方式來運動，並會將身體向前傾來平衡重重的尾巴。但當牠們走回樹上，牠們卻十分靈活。牠們以前肢抱著樹幹，並以強壯的後肢跳躍來攀樹。牠們是飛躍的能手，可以跳逾9米，更可以從高18米的樹上跳落地上。

## 食性
樹袋鼠主要吃葉子及果實，另外也會吃穀物、花朵、樹汁、樹皮、蛋及雛鳥。牠們的牙齒適合撕開葉子而非砌斷草。牠們的胃部很大，內裡的細菌可以幫助分解植物纖維。

## 分類
以下是樹袋鼠屬下的物種：
| 圖象 | 學名                                                     | 分佈圖 |
| ---- | -------------------------------------------------------- | ------ |
|      | 灰樹袋鼠 （D. inustus）                                  |        |
|      | 盧氏樹袋鼠 (D. lumholtzi)                                |        |
|      | 班氏樹袋鼠 （D. bennettianus）                           |        |
|      | 熊形樹袋鼠 （D. ursinus）                                |        |
|      | 赤樹袋鼠 （D. matschiei）                                |        |
|      | 多麗樹袋鼠 （D. dorianus）                               |        |
|      | Ifola （D. notatus）                                     |        |
|      | Seri's tree-kangaroo （D. stellarum）                    |        |
|      | 古氏樹袋鼠 （D. goodfellowi）                            |        |
|      | 金披風樹袋鼠 （D. pulcherrimus）                         |        |
|      | 皂樹袋鼠 (D. spadix)                                     |        |
|      | 白腹樹袋鼠 （D. mbaiso）                                 |        |
|      | 史氏樹袋鼠 （D. scottae）                                |        |
|      | Wondiwoi tree-kangaroo (D. mayri）（於2018年重新獲發現） |        |

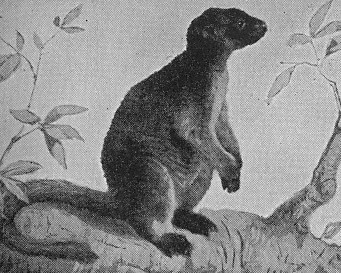
盧氏樹袋鼠。

樹袋鼠的分類，尤其是多麗樹袋鼠及古氏樹袋鼠的超種十分複雜。stellarum以往被描述為多麗樹袋鼠的亞種可能是一個有效的物種，但大部份文獻都因缺乏認識而將之分類為多麗樹袋鼠的亞種。金披風樹袋鼠的情況與stellarum相似。牠們最初被認為是古氏樹袋鼠的亞種，但亦被提升為獨立的物種。史氏樹袋鼠在貝瓦尼山脈（Bewani Mountains）發現的一個群落有可能是未被描述的亞種。

## 外部連結
- ARKive
- Tree Kangaroo Conservation Program （页面存档备份，存于）